# Cantón de Tonnerre
El cantón de Tonnerre era una división administrativa francesa, que estaba situada en el departamento de Yonne y la región de Borgoña.

## Composición
El cantón estaba formado por quince comunas:
- Béru
- Cheney
- Collan
- Dannemoine
- Épineuil
- Fleys
- Junay
- Molosmes
- Serrigny
- Tissey
- Tonnerre
- Vézannes
- Vézinnes
- Viviers
- Yrouerre

## Supresión del cantón de Tonnerre
En aplicación del Decreto n.º 2014-156 de 13 de febrero de 2014, el cantón de Tonnerre fue suprimido el 22 de marzo de 2015 y sus 15 comunas pasaron a formar parte; trece del nuevo cantón de Tonnerrois y dos del nuevo cantón de Chablis.